# Міржанова Сарія Фазуллівна
Сарія Фазуллівна Міржанова (башк. Сәриә Фазулла ҡыҙы Миржанова; 1924 — 25 листопада 2000) — відомий башкирський мовознавець, тюрколог, доктор філологічних наук (1985), заслужений працівник культури Башкирської АРСР (1985).

## Коротка біографія
Міржанова Сарія Фазуллівна народилася 24 грудня 1924 року в селі Кускарово Там'ян-Катайського кантону Башкирської АРСР (нині однойменний населений пункт Абзеліловського району Республіки Башкортостан).
Після школи, Сарія Міржанова вступає в Темясовське башкирське педагогічне училище і починає працювати вчителькою російської мови і літератури в Аскаровській середній школі.
- У 1948 році, після закінчення Магнітогорського учительського інституту, і до 1955 р. працює вчителем російської мови і літератури в Сібаєвській середній школі та школі № 14 м. Хабаровська.
- У 1955 році починає роботу старшим лаборантом в Інституті історії, мови і літератури БФАН СРСР.
- У 1956 році Сарія Фазуллівна закінчила Башкирський державний педагогічний інститут імені К. А. Тімірязєва.
- У 1967 році захистила кандидатську дисертацію на тему «Кубалякський говір башкирської мови».
- У 1979 році вийшла монографія «Південний діалект башкирської мови», яка лягла в основу докторської дисертації.
- У 1984 році захистила докторську дисертацію на тему «Південний діалект башкирського мови».
- У 1991 році вийшла монографія «Північно-західний діалект башкирського мови».

Сарія Міржанова зарекомендувала себе як фахівець в області тюркської та башкирської діалектології, а також лексикографії. Має понад 40 опублікованих наукових праць. Сарія Фазуллівна також брала участь у складанні «Словника башкирських говорів» в 3-х томах, башкирсько-російських, російсько-башкирських та інших словників. Будучи ще й діалектологом, досліджувала взаємодію мов на рівні народно-розмовної мови, літературної мови та діалектів. Крім всього цього, Сарія Міржанова була і фольклористом, збирала твори башкирської народної творчості.
Сарія Міржанова була солістом народного фольклорного ансамблю «Кубаїр», учасниця і переможниця багатьох конкурсів і оглядів художньої самодіяльності.
У 1970-80-х роках фірма грамзапису «Мелодія» випустила грамплатівки з башкирскими народними піснями у виконанні С. Ф. Міржанової.
Сарія Фазуллівна Міржанова померла 25 листопада 2000 р. в Уфі після тривалої хвороби. Похована на Тимашевському кладовищі Уфи.

## Наукові праці
- Северо-западный диалект башкирского языка. Уфа, 1991.
- Южный диалект башкирского языка. М., 1979.
- О древних этноязыковых связях башкир и венгров//Советская тюркология. Баку, 1981. № 1. С.44—45.

## Пам'ять
В пам'ять про неї названа вулиця в районному центрі Абзеліловського району в селі Аскарово.